# Compactozetes zeugus
Compactozetes zeugus är en kvalsterart som beskrevs av Malcolm Luxton 1988. Compactozetes zeugus ingår i släktet Compactozetes, och familjen Cepheidae. Inga underarter finns listade i Catalogue of Life.